# Distretto di Saisa
Il distretto di Saisa è uno dei ventuno distretti della provincia di Lucanas, in Perù. Si trova nella regione di Ayacucho e si estende su una superficie di 585,4 chilometri quadrati.

Istituito l'8 luglio 1964, ha per capitale la città di Saisa; nel censimento del 2005 contava 576 abitanti.